# Ford EcoBlue
Ford EcoBlue — дизельный двигатель внутреннего сгорания, выпускаемый компанией Ford Motor Company с 2016 года. В Великобритании и Германии выпускается под кодовым обозначением Panther. Двигатель является преемником Duratorq с оптимизированной топливной экономичностью и сниженными выбросами диоксида углерода и оксидов азота.
На малотоннажные грузовые автомобили устанавливается двигатель объёмом 2,0 литра (1995 см3), мощностью 105, 130 и 170 л. с. Позднее двигатели начали устанавливаться на другие автомобили.
В начале 2018 года был выпущен Ford Ranger Raptor с двухлитровым двигателем с турбонаддувом мощностью 213 л. с. и крутящим моментом 500 Н⋅м. Также двигатели стали устанавливаться на другие автомобили в Европе. С 2020 года двигатели планировалось устанавливать на автомобили Ford Transit в Северной Америке, но в связи с пандемией COVID-19 и отсутствием рыночного спроса проект был аннулирован.

## Продукция
- Ford Transit
- Ford Transit Custom
- Ford Everest
- Ford Ranger[5]
- Ford Edge
- Ford Mondeo
- Ford Galaxy
- Ford S-Max
- Ford EcoSport[6]
- Ford Transit Connect
- Ford Focus
- Ford Puma
- Ford Kuga[7]